# Episcopia Ortodoxă Română a Australiei și a Noii Zeelande
Episcopia Ortodoxă Română a Australiei și a Noii Zeelande este o eparhie a Bisericii Ortodoxe Române, ce are jurisdicție asupra comunităților ortodoxe românești din Australia și Noua Zeelandă. A fost înființată în anul 2007, ca o eparhie în jurisdicția directă a Patriarhiei Române. Are sediul în Melbourne (Australia) și este condusă de episcopul Mihail Filimon. 